# Ар-Рудайма
Ар-Рудайма (англ. Rdeimeh ash-Sharqiyyeh, араб. قرية الرضيمي الشرقية) — поселення в Сирії, що складає невеличку друзьку общину в нохії Шакка, яка входить до складу однойменної мінтаки Шахба в південній сирійській мухафазі Ас-Сувейда.